# And Then There Were None (1945)
And Then There Were None (br O Vingador Invisível) é um filme de drama dos Estados Unidos dirigido em 1945 por René Clair, com roteiro de Dudley Nichols.

## Resumo
A primeira e considerada pela crítica como a melhor adaptação cinematográfica de um clássico de Agatha Christie, Ten Little Niggers.
Com muita sensibilidade, e humor negro, Clair caracteriza as pessoas reunidas numa ilha deserta, que esperam em vão pelo seu anfitrião, e que são sucessivamente mortos por ele.
O argumento de Dudley Nichols está impregnado de momentos notáveis, e o elenco consegue criar diálogos espontâneos, apesar do espectador nunca se esquecer que se trata de um thriller. É de modo fluente e quase sem grandes esforços que a tensão atinge o seu ponto alto.
O operador de câmara Lucien Andriot oferece-nos uma façanha visual. O romance sofreu três novas versões: uma vez com o mesmo título (1974), e duas vezes como Ten Little Indians (1966 e 1989).

## Elenco
- Barry Fitzgerald
- Walter Huston
- Louis Hayward
- Roland Young
- June Duprez
- C. Aubrey Smith
- Judith Anderson
- Mischa Auer
- Richard Haydn
- Queenie Leonard
- Harry Thurston